# Грановский, Самуэль
Самюэль Грановский (Хаим Грановский; 5 октября 1882, Екатеринослав — 1942, Освенцим) — французский художник, живописец и скульптор еврейского происхождения.

## Биография
Хаим Грановский родился в Екатеринославе в мещанской еврейской семье. В 1901 поступил в Одесское художественное училище. Осенью 1904 года был временно отпущен из училища для прохождения воинской службы в связи с русско-японской войной. После армии в училище не вернулся, в 1908 году выехал для продолжения художественного образования в Мюнхен, с 1909 года жил в Париже.
С началом Первой мировой войны вернулся в Одессу, а в 1920 снова переехал в Париж, где жил в известном общежитии художников «Улей» на Монпарнасе. Увлекался дадаизмом. Известен как сценограф, художник пьесы Тристана Тцара «Воздушное сердце» (1923) и скульптор, создавал фрески и картины, расписывал мебель и ширмы, участник выставок в салоне Независимых. Когда не хватало средств от художественной деятельности, Грановский подрабатывал уборщиком в легендарном кафе Rotonde.
Грановский обладал яркой внешностью и потрясающей харизмой, благодаря чему подходил на роль модели — другие художники нередко приглашали его попозировать. Он любил прогуливаться по улицам Парижа в яркой клетчатой рубашке и техасской шляпе, благодаря чему даже получил прозвище «Ковбой Монпарнаса».
17 июля 1942 года в оккупированном немцами Париже был схвачен во время облавы и интернирован в концентрационный лагерь Дранси. 22 июля 1942 года был депортирован и затем убит в Освенциме.